# Juristløftet
Juristløftet er et embedsløfte af samme karakter som læge- eller præsteløftet, nemlig den at ville fastholde de færdiguddannede kandidater på en etisk begrundet troværdighed i udøvelsen af faget. Ved dimissionen af de nyuddannede kandidater bliver løftet først læst op, dernæst underskrevet af hver enkelt kandidat i alles påsyn og til slut udleveret til hver af dem.

## Ordlyd
| Citat | Undertegnede, der har bestået juridisk kandidateksamen, lover aldrig vidende at vige fra ret og retfærdighed, aldrig at råde nogen til ufornøden proces og heller ikke ved råd eller på anden måde at fremme nogen uretmæssig sag eller hensigt. | Citat |
|       | |       |